# Shinichi Mukai
Shinichi Mukai (født 15. juni 1985) er en japansk professionel fodboldspiller.
Han har spillet for flere forskellige klubber i sin karriere, herunder Tochigi SC, Tokyo Verdy, AC Nagano Parceiro og FC Machida Zelvia.